# František Novák (skieur)
František Novák, né le 4 octobre 1958, est un sauteur à ski tchèque.
En 1976 lors qu'il était encore junior (moins de 20 ans), c'est lui qui en battant Jiří Raška a provoqué sa retraite en tant que sauteur : il avait en effet déclaré qu'il arrêterait immédiatement dès qu'un junior le battrait.

## Palmarès

### Championnats du monde de vol à ski
| Épreuve / Édition | Vikersund 1977 |
| Individuel        | 6e             |

### Coupe du monde
- Meilleur classement final: 48e en 1982.
- Meilleur résultat: 5e.